# Heinrich Friedrich Link
Johann Heinrich Friedrich Link (2. února 1767, Hildesheim – 1. ledna 1851, Berlín) byl německý přírodovědec a botanik. Působil jako profesor na univerzitách v Göttingenu, Rostocku, Vratislavi a Berlíně. 

## Životopis
Narodil se roku 1767 do rodiny tehdejšího ministra Augusta Heinricha Linka. Jeho otec v něm prostřednictvím své sbírky přírodnin pěstoval lásku k přírodě. Studoval lékařství a přírodní vědy na Göttingenské univerzitě. Na základě práce s názvem Flora na skalách v okolí Göttingenu (německy Flora der Felsgesteine rund um Göttingen) získal magisterium. Jedním z jeho učitelů byl Johann Friedrich Blumenbach.
V roce 1789 se stal profesorem nově vzniklé fakulty chemie, biologie a botaniky na Rostocké univerzitě. Roku 1806 založil první chemickou laboratoř v Rostocku. Za svůj život napsal velké množství článků a knih z různých vědeckých oborů – věnoval se fyzice, chemii, biologii, mineralogii, botanice, zoologii, filozofii, etice i pravěké historii. Na Rostocké univerzitě byl dvakrát zvolen rektorem. Roku 1793 se oženil s Charlotte Juliane Josephi, která byla sestrou jeho kolegy Wilhelma Josephiho. V letech 1797–1799 podnikl s hrabětem Johannem Hoffmannseggem (entomologem, ornitologem a botanikem z Drážďan) cestu do Portugalska. Během této cesty dospěl k závěru, že jeho hlavním vědeckým zájmem je botanika. Roku 1800 se stal členem prestižní Leopoldiny – nejstarší přírodopisné akademie věd na evropském kontinentu. V roce 1808 obdržel ocenění od Petrohradské akademie za svou monografii O povaze a vlastnostech světla (německy Von der Natur und den Eigenschaften des Lichts).
S dalšími pracemi a pokračujícím vědeckým bádáním rostla i jeho reputace a stal se povšechně známým vědcem. Roku 1811 byl jmenován profesorem na Královské univerzitě ve Vratislavi, kde byl také dvakrát zvolen rektorem.
Po smrti Carla Ludwiga Willdenowa v roce 1815 se stal profesorem přírodní historie na Vratislavské univerzitě a ředitelem botanické zahrady v Berlíně. V těchto funkcích setrval až do své smrti. V letech 1816–1817 byl také rektorem univerzity v Berlíně. V těchto letech zažíval nejplodnější období svého akademického života. Sbírku botanické zahrady rozšířil o 14 000 mnohdy vzácných druhů rostlin. Úzce spolupracoval s konzervátorem botanické zahrady Christophem Friedrichem Ottem, se kterým popsal kaktusy rodů Echinocactus a Melocactus. O vysoké hodnotě jeho práce svědčí i to, že většina tříd hub, které pojmenoval, stále nese jím navržená jména (jedná se o Cordyceps, Creopus, Fusarium, Leocarpus, Myxomycetes nebo Phragmidium).
Byl členem Německé akademie věd Leopoldina a Královské švédské akademie věd (zvolen v roce 1840). Roku 1845 obdržel za svou práci řád Pour le Mérite. Měl široký záběr zájmů – znal sanskrt, uměl arabsky a měl také svou lékařskou praxi.
Pod jeho vedením vyrostla celá nová generace vědců, mezi jinými také Christiana Ehrenberga. Po celý svůj život neustále cestoval po Evropě. Zemřel 1. ledna roku 1851 ve věku 84 let.
Johann Heinrich Friedrich Link je považován za jednoho z posledních vědců 19. století se všeobjímajícími znalostmi. Byl také jedním z mála německých botaniků, kteří se zaměřili na poznávání rostlin ze všech možných úhlů – skrze systematiku, anatomii i fyziologii.

## Vybraná díla

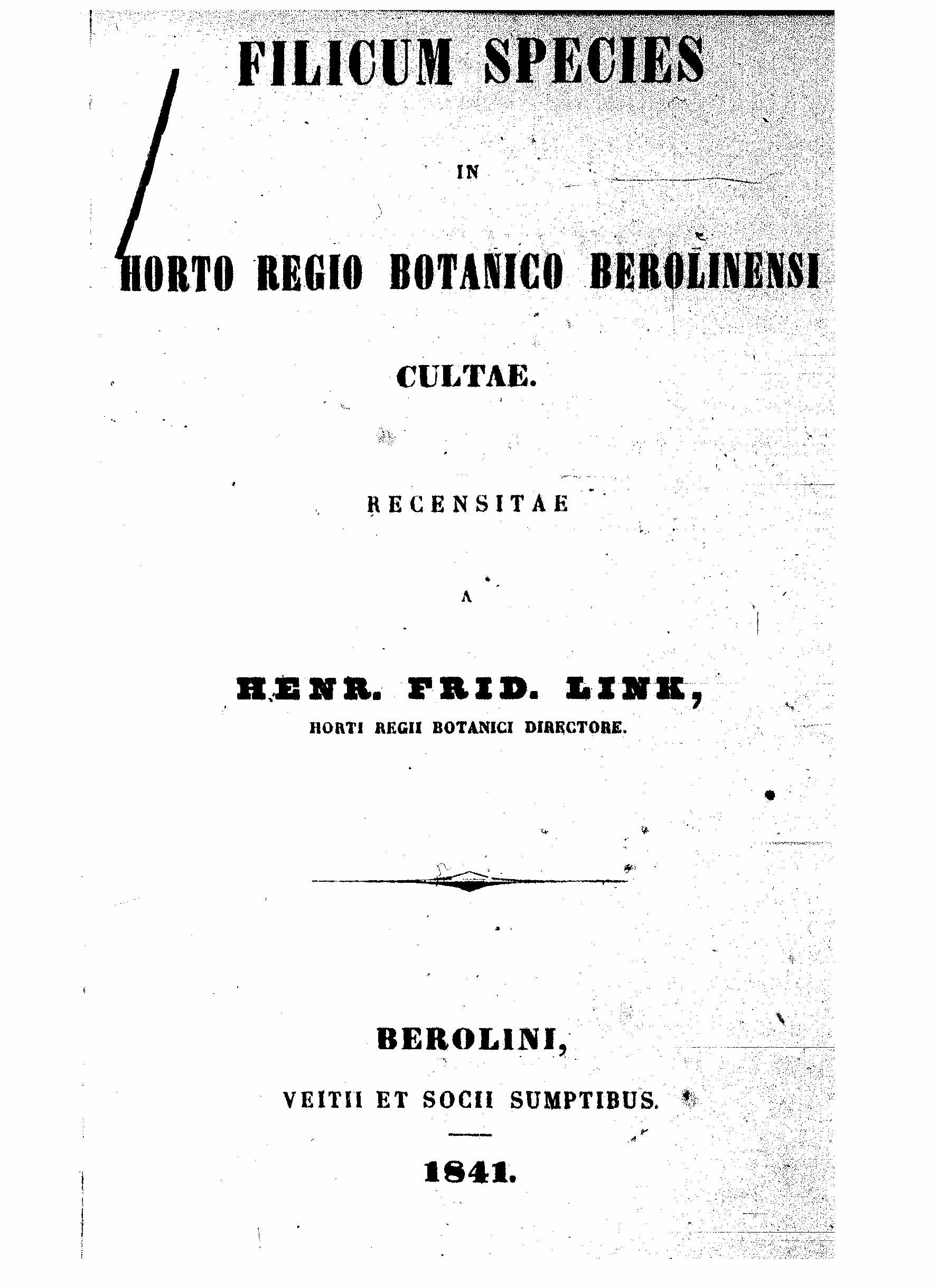
titulní strana Filicum species in horto regio Berolinensi cultae

- Grundlehren der Anatomie und Physiologie der Pflanzen (Göttingen. 1807); (česky Základní principy anatomie a fyziologie rostlin)
- Nachträge zu den Grundlehren etc. (Göttingen. 1809) (česky Dodatek k Základním principům etc.)
- Die Urwelt und das Altertum, erläutert durch die Naturkunde (Berlín 1820-1822, 2. vydání 1834); (česky Pravěk a starověk, vysvětlení přírodní historií)
- Handbuch zur Erkennung der nutzbarsten und am häufigsten vorkommenden Gewächse. Haude und Spener, Berlín 1829 Digitálně vydáno Düsseldorfskou univerzitou.
  - Erster Theil (1829).
  - Zweiter Theil (1831).
  - Dritter Theil (1833).
- Das Altertum und der Übergang zur neuern Zeit (Berlín 1842); (česky Starověk a přechod do moderní doby)
- Elementa philosophiae botanicae (Berlín 1824; 2. vydání v latině a němčině 1837);
- Anatomisch-botanische Abbildungen zur Erläuterung der Grundlehren der Kräuterkunde (Berlín 1837–42); (česky Anatomicko-botanické ilustrace vysvětlující základní vědění bylinkáře)
- Ausgewählte anatomisch-botanische Abbildungen (Berlín 1839–42) (česky Vybrané anatomické botanické ilustrace)
- Filicum species in horto regio Berolinensi cultae (Berlín 1841) (česky Druhy kapradin v berlínské botanické zahradě)
- Anatomie der Pflanzen in Abbildungen (Berlin. 1843–47). (česky Ilustrovaná anatomie rostlin)

- Ve spolupráci s Friedrichem Ottem:
  - Icones plantarum selectarum horti regii botanici Berolinensis (Berlín 1820–28) (česky Ilustrace vybraných rostlin v berlínské botanické zahradě)
  - Icones plantarum rariorum horti regii botanici Berolinensis (Berlín 1828–31) (česky Ilustrace vzácných rostlin v berlínské botanické zahradě)

- Ve spolupráci s hrabětem von Hoffmansegg:
  - Flore portugaise (Berlín. 1809–1840) (česky Flóra Portugalska)